# Кхаї Буа Бан
Кхаї Буа Бан (пом. 1436) — дев'ятий правитель королівства Лансанг.
Зійшов на трон 1433 року після самогубства Лусаї, який викрив змову проти себе та не мав іншого виходу, як накласти на себе руки. Правив до 1436 року, коли його, як і багатьох попередників Кхаї Буа Бана, було вбито.
Хроніки, в яких згадується Кхаї Буа Бан, належать до старовинних анналів королівства Лансанг, держав Ланна, Аюттхая та Бірма, й усі вони суперечать одне одному. Зокрема хроніки Лансангу перекладались іншими мовами та тлумачились по різному, що спричинило дискусії з приводу правдивості тих історичних джерел. Більшість дослідників вважають, що до оригінальних текстів навмисне вносились зміни, щоб не висвітлювати ті чи інші події з метою возвеличення власної держави. Окрім того, дослідникам вкрай важко встановити хронологію та чітку послідовність подій і правителів у той період історії королівства Лансанг. Тому події та дати біографії Кхаї Буа Бана не можуть бути цілком достовірними.

## Біографія
Імовірно, був онуком короля Самсенетаї. Перш ніж зайняти трон Лансангу, обіймав посаду губернатора провінції Муангсієнгкаї. Зійшов на трон 1433 року, успадкувавши від Лусаї державу, що страждала через постійну боротьбу за владу та суперечки між різними фракціями при дворі, а також через інтриги куртизанки Магадеві. Так само, як і за правління його попередників, країною фактично керувала Магадеві, яка у своїй жазі до влади стала ініціаторкою убивств королів Пхомматата, Юкхона та Хон Кхама, через її інтриги також був змушений тікати з країни король Кхам Там Са, а Лусаї скоїв самогубство.
Однак, на відміну від чотирьох з п'яти його попередників Кхаї Буа Бан був обраний радою знаті, а не призначений за прямою вказівкою Магадеві. І правив Кхаї Буа Бан значно довше від своїх попередників, однак він не зміг уникнути їхньої долі — 1436 року його було вбито за змовою, організованою Магадеві. Наступником Кхаї Буа Бана на престолі Лансангу став син Самсенетаї Кхам Кеут.

## Боротьба за владу
Жага Магадеві до абсолютної влади стала причиною постійних інтриг і змов при дворі Лансангу, а також спричинила численні вбивства його королів. Як наслідок, країна перебувала у глибокій кризі. Близько 1440 року, коли Магадеві було вже понад 90 років, вона мала шанс стати першою жінкою-правителькою Лансангу. Втім знать об'єдналась і вирішила покласти край її свавіллю: Магадеві було вбито разом з її молодим чоловіком, а державу тимчасово очолила рада, що складалась із представників духовенства.
Одночасно державу роздирали протистояння між фракцією, що підтримувала зв'язки з сіамською державою Аюттхая, з одного боку, та фракцією, що залежала від Кхмерської імперії, з іншого. Перша з тих фракцій утворилась від самого початку заснування королівства Лансанг, коли його засновник Фа Нгум одружився з дочкою правителя Аюттхаї Рамадіпаті. Ця партія знайшла підтримку серед аристократів, відданих традиції мандала, що її започаткував у своїй державі Фа Нгум. Інша фракція була тісно пов'язана з кхмерським імператорським двором, який відіграв надважливу роль в об'єднанні лаоських земель та заснуванні королівства Лансанг. Деякі дослідники вважають, що саме конфлікт між тими двома фракціями призвів до повалення та заслання з країни її засновника, короля Фа Нгума 1372 року.